# DN23A
DN23A este un drum național care face legătura între Focșani și Ciorăști, Vrancea, via Mărtinești. Cu o lungime de  35 km 